# Jesús María (Kolumbia)
Jesús María – miasto w Kolumbii, w departamencie Santander.